# 8. pokrajinski štab Slovenske vojske
8. pokrajinski štab (kratica: 8. PŠTO/8. PŠSV) je bil pokrajinski štab, zadolžen za Zahodnoštajersko pokrajino, sprva Teritorialne obrambe Republike Slovenije, nato pa Slovenske vojske, ki je bil aktiven med slovensko osamosvojitveno vojno.

## Zgodovina
PŠTO je bil ustanovljen konec septembra 1990 z reorganizacijo takratne TO RS in MSNZ.
Med slovensko osamosvojitveno vojno je 8. PŠTO opravil naslednje bojne aktivnosti:
- blokada vojaškega transporta JLA (27. junij, Zidani most);
- zajetje zveznih policistov (28. junij, Dravograd);
- blokada vojašnice JLA v Celju (27. junij - do umika);
- spopad na mejnem prehodu Holmec (27. - 28. junij);
- blokada in spopad s kolono JLA v Dravogradu (27. junij - 4. julij);
- blokade in zavzetje karavl JLA na meji z Avstrijo;
- blokada skladišča JLA Bežigrad pri Celju (27. junij - do umika);
- blokada in zavzetje skladišča TO Bukovžlak (28. junij);
- obramba in raketiranje RTV oddaljnika Kum (28. junij);
- blokada in napad na vojašnico JLA Bukovje (28. junij - do umika);
- predaja helikopterja JLA Gazela (28. junij);
- blokada VCMR v Rimskih Toplicah (29. junij - do umika);
- zavzetje skladišča JLA Pečovnik pri Celju (29. junij);
- blokada in zavzetje skladišča JLA Zaloška Gorica (29. - 30. junij);
- Zavarovanje odhoda kolone JLA iz Dravograda (4. julij)...

Največje število pripadnikov TO RS je 8. PŠTO imel 4. julija 1991, ko je imel pod poveljstvom 10.892 teritorialcev v 147 enotah in poveljstvih. V spopadih je padel en teritorialec, medtem ko je bilo 15 ranjenih in 19 poškodovanih; JLA je imela 5 mrtvih, 15 ranjenih in 13 poškodovanih. Sile TO RS so zajele 24 častnikov in 548 vojakov JLA, medtem ko je k slovenskim teritorialcem prebegnilo 22 častnikov, 73 vojakov in 131 civilnih uslužbencev JLA. Med spopadi so teritorialci zaplenili: 1 bojno vozilo, 459 pušk, 4 netrzajne topove, 146 ročnih raketometov Zolja, 25 pištol, 330 ročnih bomb, 11 kamionov, 2 terenska vozila, 1 sanitetno vozilo, več sto ton minsko-eksplozivnih sredstev ter zasedli 15 karavl, 4 skladišča, 1 strelišče, 2 vojašnici,...
V sklopu preoblikovanja slovenskih oboroženih sil (s sprejetjem Zakona o obrambo 20. decembra 1994) so PŠTO preimenovali v 8. pokrajinski štab Slovenske vojske (PŠSV).
Leta 1998 je bila izvedena nova strukturna reorganizacija Slovenske vojske, s katero je bil ukinjen pokrajinski štab.

## Organizacija
Junij 1991
- 81. območni štab Teritorialne obrambe Republike Slovenije (Žalec)
- 83. območni štab Teritorialne obrambe Republike Slovenije (Slovenj Gradec)
- 85. območni štab Teritorialne obrambe Republike Slovenije (Slovenske Konjice)
- 87. območni štab Teritorialne obrambe Republike Slovenije (Trbovlje)
- 89. območni štab Teritorialne obrambe Republike Slovenije (Velenje)

## Poveljstvo
Junij 1991
- poveljnik PŠTO: major Viktor Krajnc
- načelnik štaba PŠTO: major Štefan Šemrov
- načelnik operativnega odseka: Peter Einfalt
- načelnik učnega odseka: stotnik 1. razreda Bogdan Hvalc
- načelnik obveščevalnega odseka: stotnik 1. razreda Zlatko Pavčnik
- načelnik odseka za organizacijsko mobilizacijske in personalne zadeve: major Ludvik Onuk
- pomočnik za domovinsko vzgojo: podporočnik Janko Požežnik
- pomočnik za zaledje: stotnik 1. razreda Peter Mlakar
- koordinacija z brigado: Viliband Skrt